# Unione Sportiva Triestina Calcio 2004-2005
Questa pagina raccoglie le informazioni riguardanti l'Unione Sportiva Triestina Calcio nelle competizioni ufficiali della stagione 2004-2005.

## Stagione
Nella stagione 2004-2005 la Triestina allenata da Attilio Tesser disputa il campionato di Serie B, raccoglie 48 punti ottenendo il 19 posto in classifica, per fortuna dei giuliani da questa stagione viene cambiata la formula delle retrocessioni, scendono in Serie C1 le ultime tre direttamente, mentre per designare la quarta retrocessa sono previsti i Play-out, da disputarsi nel caso che tra la quart'ultima e la quint'ultima, vi siano non più di cinque punti. Siccome la quint'ultima è il Vicenza con 49 punti, un punto in più della Triestina, si sono giocate due gare di andata e ritorno, entrambe vinte dalla Triestina, che si è così salvata, sono retrocessi Catanzaro, Venezia, Pescara e Vicenza. 
Il miglior marcatore degli alabardati è stato Denis Godeas con 16 reti, 2 delle quali a Vicenza nel Play-out, nella sua seconda stagione a Trieste. Nella Coppa Italia la Triestina ha disputato e vinto il terzo girone di qualificazione, superando Modena, Treviso e Venezia, poi nel primo turno ad eliminazione diretta è stata eliminata dal Cagliari.

## Rosa
| N. |                   | Ruolo | Calciatore           |
| -- | ----------------- | ----- | -------------------- |
| 1  | Italia (bandiera) | P     | Alessandro Venditti  |
| 1  | Italia (bandiera) | P     | Michael Agazzi       |
| 3  | Italia (bandiera) | D     | Simone Piva          |
| 4  | Italia (bandiera) | D     | Marco Pecorari       |
| 5  | Italia (bandiera) | D     | Michelangelo Minieri |
| 6  | Italia (bandiera) | D     | Francesco Bega       |
| 6  | Italia (bandiera) | C     | Mauro Briano         |
| 7  | Italia (bandiera) | C     | Nicola Princivalli   |
| 8  | Italia (bandiera) | C     | Daniele Galloppa     |
| 9  | Italia (bandiera) | A     | Francesco Ciullo     |
| 10 | Italia (bandiera) | A     | Marco Rigoni         |
| 11 | Italia (bandiera) | A     | Eder Baù             |
| 12 | Italia (bandiera) | P     | Andrea Pinzan        |
| 13 | Italia (bandiera) | D     | Fabio Macellari      |
| 14 | Italia (bandiera) | A     | Nicola Venturini     |
| 16 | Italia (bandiera) | C     | Daniele Cacciaglia   |
| 16 | Italia (bandiera) | D     | Marco Esposito       |

| N. |                   | Ruolo | Calciatore         |
| -- | ----------------- | ----- | ------------------ |
| 17 | Italia (bandiera) | P     | Andrea Campagnolo  |
| 18 | Italia (bandiera) | C     | Andrea Parola      |
| 20 | Italia (bandiera) | C     | Gianfranco Nardi   |
| 21 | Italia (bandiera) | D     | William Pianu      |
| 23 | Italia (bandiera) | A     | Davide Moscardelli |
| 24 | Italia (bandiera) | C     | Gianni Munari      |
| 25 | Svezia (bandiera) | C     | Valentino Lai      |
| 26 | Italia (bandiera) | D     | Roberto Gimmelli   |
| 27 | Italia (bandiera) | A     | Mirco Gubellini    |
| 28 | Italia (bandiera) | D     | Pietro Sportillo   |
| 32 | Italia (bandiera) | A     | Alessandro Tulli   |
| 33 | Italia (bandiera) | D     | Massimo Tarantino  |
| 54 | Italia (bandiera) | A     | Stefano Stefanelli |
| 79 | Italia (bandiera) | C     | Evans Soligo       |
| 80 | Italia (bandiera) | D     | Mauro Bianchi      |
| 84 | Italia (bandiera) | D     | Emanuele Bruni     |
| 99 | Italia (bandiera) | A     | Denis Godeas       |

## Risultati

### Campionato

#### Girone di andata
| Arbitro: | Girardi (San Donà di Piave) |

|            |           |  |
| Cavalli 3’ | Marcatori |  |

| Arbitro: | Carlucci (Molfetta) |

|             |           |  |
| Pecorari 4’ | Marcatori |  |

| Arbitro: | Stefanini (Prato) |

|                                           |           |                                           |
| Shala 17’ Mendil 53’ Palladino 69’ (rig.) | Marcatori | 23’ Godeas 28’ Pecorari 45+1’ Moscardelli |

| Arbitro: | Brighi (Cesena) |

|                                      |           |                                           |
| Moscardelli 22’ Rigoni 30’ Nardi 72’ | Marcatori | 19’ Zanetti 36’, 75’ Tavano 62’ Vannucchi |

| Arbitro: | Tagliavento (Terni) |

|                    |           |                            |
| Spinesi 17’ (rig.) | Marcatori | 36’ Moscardelli 83’ Godeas |

| Arbitro: | Bergonzi (Genova) |

|            |           |  |
| Rigoni 11’ | Marcatori |  |

| Arbitro: | Romeo (Verona) |

|                         |           |            |
| Bruno 65’ E. Baggio 86’ | Marcatori | 78’ Munari |

| Arbitro: | M. Mazzoleni (Bergamo) |

|                                   |           |  |
| D'Isanto 48’ Troise 69’ Wahab 81’ | Marcatori |  |

| Arbitro: | De Marco (Chiavari) |

|                 |           |                                 |
| Moscardelli 69’ | Marcatori | 55’ (rig.) Adailton 88’ Bogdani |

| Arbitro: | Rosetti (Torino) |

|                               |           |                                  |
| Regonesi 25’ Araboni 30’, 56’ | Marcatori | 15’ Soligo 71’ Godeas 80’ Munari |

| Arbitro: | Carlucci (Molfetta) |

|              |           |  |
| Pecorari 29’ | Marcatori |  |

| Arbitro: | Banti (Livorno) |

|                                |           |                           |
| Stellone 54’ Milito 62’ (rig.) | Marcatori | 47’ Moscardelli 89’ Tulli |

| Trieste 14 novembre 2004, ore 15:00 13ª giornata | Triestina      | 0 – 0 | Bari | Stadio Nereo Rocco\| Arbitro: \| Romeo (Verona) \| |
| Arbitro:                                         | Romeo (Verona) |       |      |                                                    |

| Arbitro: | Tombolini (Ancona) |

|  |           |                 |
|  | Marcatori | 86’ Moscardelli |

| Arbitro: | Rocchi (Firenze) |

|            |           |             |
| Godeas 18’ | Marcatori | 39’ Modesto |

| Arbitro: | Stefanini (Prato) |

|  |           |                     |
|  | Marcatori | 86’ Jeda 90+3’ Pepe |

| Arbitro: | Rocchi (Firenze) |

|             |           |                  |
| Guidoni 70’ | Marcatori | 89’, 90+1’ Tulli |

| Arbitro: | Stefanini (Prato) |

|  |           |               |
|  | Marcatori | 47’ Marazzina |

| Arbitro: | Palanca (Roma) |

|                                |           |                   |
| Schwoch 21’ (rig.) Bonanni 80’ | Marcatori | 59’ (rig.) Godeas |

| Trieste 9 gennaio 2005, ore 15:00 20ª giornata | Triestina                | 0 – 0 | Perugia | Stadio Nereo Rocco\| Arbitro: \| Morganti (Ascoli Piceno) \| |
| Arbitro:                                       | Morganti (Ascoli Piceno) |       |         |                                                              |

| Arbitro: | P.S. Mazzoleni (Bergamo) |

|                          |           |           |
| Terra 34’ Varricchio 81’ | Marcatori | 79’ Tulli |

#### Girone di ritorno
| Arbitro: | Pantana (Macerata) |

|  |           |                        |
|  | Marcatori | 2’ Cavalli 80’ Piccoli |

| Arbitro: | Rocchi (Firenze) |

|            |           |  |
| Myrtaj 28’ | Marcatori |  |

| Arbitro: | Cruciani (Pesaro) |

|              |           |  |
| Godeas 90+2’ | Marcatori |  |

| Arbitro: | Banti (Livorno) |

|                       |           |  |
| Pratali 66’ Buscé 68’ | Marcatori |  |

| Arbitro: | Squillace (Catanzaro) |

|                       |           |              |
| Baù 30’ M. Rigoni 87’ | Marcatori | 50’ De Zerbi |

| Arbitro: | Stefanini (Prato) |

|                             |           |  |
| Reginaldo 43’ Barreto 90+3’ | Marcatori |  |

| Arbitro: | Gabriele (Frosinone) |

|                                 |           |              |
| Munari 16’ Pianu 33’ Godeas 87’ | Marcatori | 61’ Serafini |

| Arbitro: | M. Mazzoleni (Bergamo) |

|                             |           |            |
| Baù 3’, 42’ Moscardelli 32’ | Marcatori | 73’ Rabito |

| Verona 17 marzo 2005, ore 20:45 30ª giornata | Verona              | 0 – 0 | Triestina | Stadio Marcantonio Bentegodi\| Arbitro: \| De Marco (Chiavari) \| |
| Arbitro:                                     | De Marco (Chiavari) |       |           |                                                                   |

| Arbitro: | Bergonzi (Genova) |

|                       |           |            |
| Munari 22’ Godeas 34’ | Marcatori | 45+1’ Gori |

| Arbitro: | Brighi (Cesena) |

|                                                   |           |                        |
| Vantaggiato 13’, 36’ Gastaldello 56’ N. Russo 70’ | Marcatori | 38’, 80’ (rig.) Godeas |

| Trieste 16 aprile 2005, ore 20:30 33ª giornata | Triestina                | 0 – 0 | Genoa | Stadio Nereo Rocco\| Arbitro: \| Morganti (Ascoli Piceno) \| |
| Arbitro:                                       | Morganti (Ascoli Piceno) |       |       |                                                              |

| Arbitro: | Bergonzi (Genova) |

|                            |           |  |
| Goretti 58’ La Vista 90+3’ | Marcatori |  |

| Arbitro: | M. Mazzoleni (Bergamo) |

|  |           |                           |
|  | Marcatori | 47’ Troiano 90+2’ Asamoah |

| Arbitro: | Brighi (Cesena) |

|             |           |            |
| Modesto 61’ | Marcatori | 14’ Godeas |

| Piacenza 7 maggio 2005, ore 20:30 37ª giornata | Piacenza       | 0 – 0 | Triestina | Stadio Leonardo Garilli\| Arbitro: \| Palanca (Roma) \| |
| Arbitro:                                       | Palanca (Roma) |       |           |                                                         |

| Arbitro: | Castellani (Verona) |

|            |           |              |
| Munari 57’ | Marcatori | 52’ Oliveira |

| Arbitro: | Tagliavento (Terni) |

|                  |           |  |
| Pinga 73’ (rig.) | Marcatori |  |

| Arbitro: | P.S. Mazzoleni (Bergamo) |

|            |           |                 |
| Godeas 70’ | Marcatori | 90+3’ Margiotta |

| Arbitro: | Girardi (San Donà di Piave) |

|             |           |  |
| Mascara 47’ | Marcatori |  |

| Arbitro: | Dattilo (Locri) |

|                                  |           |  |
| Godeas 43’ (rig.), 80’ Tulli 72’ | Marcatori |  |

#### Play-out
| Arbitro: | Racalbuto (Gallarate) |

|                         |           |  |
| Tulli 17’ M. Rigoni 55’ | Marcatori |  |

| Arbitro: | Collina (Viareggio) |

|  |           |                 |
|  | Marcatori | 70’, 89’ Godeas |

### Girone Terzo
| Arbitro: | Giannoccaro (Lecce) |

|  |           |                |
|  | Marcatori | 5’ Princivalli |

| Arbitro: | Castellani (Venezia) |

|         |           |  |
| Baù 49’ | Marcatori |  |

| Arbitro: | Mazzoleni (Bergamo) |

|                                                     |           |                            |
| Tulli 14’ Baù 45+2’ M. Rigoni 53’ (rig.) Munari 58’ | Marcatori | 83’ Barreto 90+2’ Bellotto |

| Arbitro: | Racalbuto (Gallarate) |

|            |           |                                          |
| Soligo 57’ | Marcatori | 23’ Conti 42’ R. Bianchi 75’ M. Esposito |

| Arbitro: | Cassarà (Palermo) |

|                          |           |           |
| Albino 35’, 39’ Zola 74’ | Marcatori | 37’ Tulli |